# دانشگاه اوینیون
دانشگاه آوینیون (فرانسوی: Université d'Avignon‎) در سال ۱۳۰۳ بوسیله پاپ بونیفاس هشتم تأسیس گردیده‌است؛ و در ابتدا به جهت تحصیل حقوق بنا شد. دانشگاه در شهر اوینیون قرار دارد. و بیش از هفت هزار دانشجو در این دانشگاه تحصیل می‌نمایند. وزارت علوم این دانشگاه را به عنوان دانشگاه خوب ارزیابی می‌نماید.

## نگارخانه

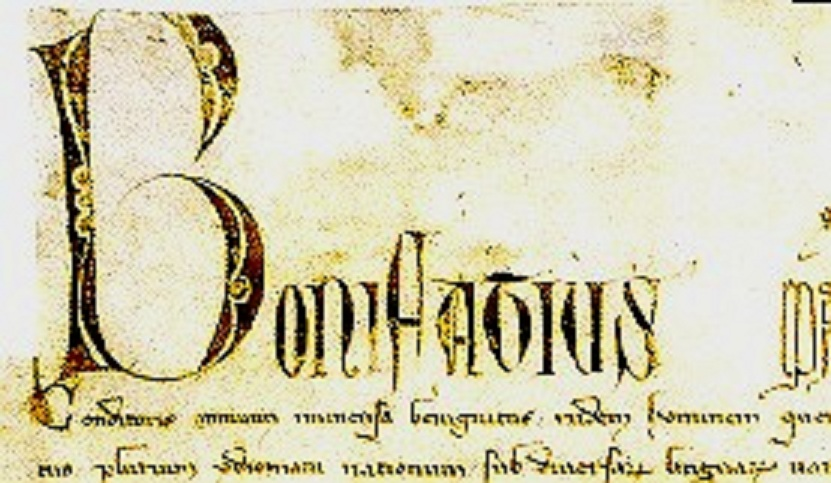
پاپ بونیفاس هشتم دانشگاه آوینیون را ایجاد کرد

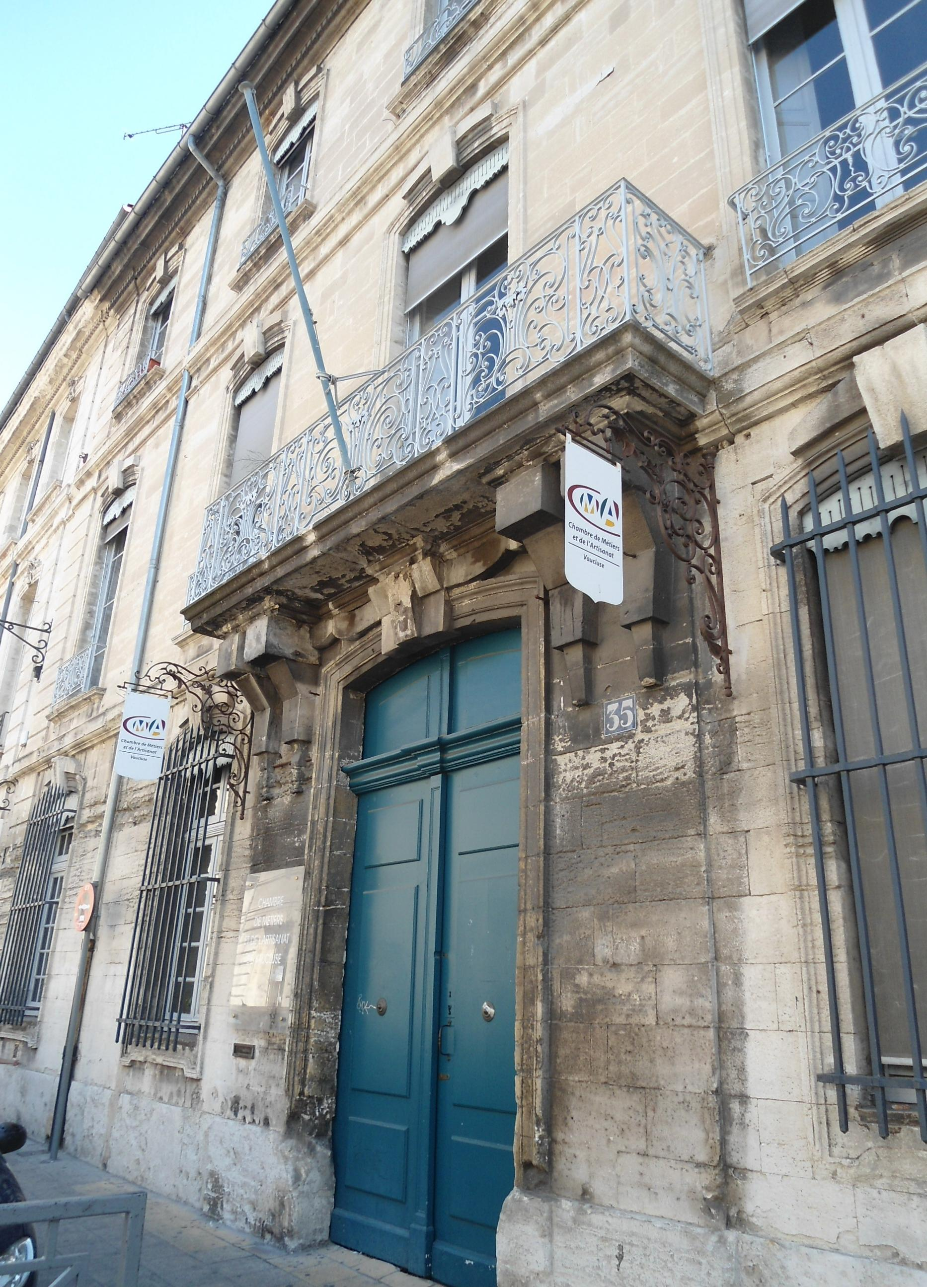
اتاق تجارت و صنایع دستی